# Volley Bergamo 2003-2004
Questa voce raccoglie le informazioni riguardanti il Volley Bergamo nelle competizioni ufficiali della stagione 2003-2004.

## Stagione
La stagione 2003-04 è per il Volley Bergamo, sponsorizzato dalla Foppapedretti e da Radio 105, la decima consecutiva in Serie A1; sulla panchina viene chiamato Giovanni Caprara, mentre nella rosa sono apportate sostanziosi modifiche: alle partenze di Maurizia Cacciatori, Heather Bown, Carmen Țurlea e Jelena Nikolić si contrappongono gli arrivi di Jenny Barazza, Angelina Grün, Maja Poljak, Yan Li, Manuela Secolo e Iryna Žukova; tra le confermate: Francesca Piccinini, Paola Paggi e Ljubov' Sokolova.
Il campionato inizia con quattro vittorie consecutive, mentre la prima sconfitta arriva alla quinta giornata contro la Pallavolo Chieri: per tutto il resto del girone di andata la squadra di Bergamo ottiene esclusivamente successi che la portano al primo posto in classifica al pari merito con l'Asystel Volley. Anche il girone di ritorno è un monologo di vittorie, con una sola gara vinta al tie-break, contro la Pallavolo Reggio Emilia, e la chiusura della regular season al primo posto. Nei play-off scudetto il Volley Bergamo incontra nei quarti di finale il Volley 2002 Forlì che viene superato in due gare, mentre nelle semifinali la sfida è contro il Giannino Pieralisi Volley, anch'esso superato in tre gare: nella finale il club orobico perde le prime due gare contro l'Asystel Volley, per poi rimontare e vincere  le tre partite necessarie per aggiudicarsi il sesto scudetto della sua storia.
Tutte le squadre partecipanti alla Serie A1 2003-04 sono qualificate alla Coppa Italia; il Volley Bergamo parte dai quarti di finale dove viene la gara sia di andata che di ritorno contro il Robursport Volley Pesaro, qualificandosi per i quarti di finale: nel turno successivo ha la meglio sulla Pallavolo Reggio Emilia ed in semifinale elimina per 3-0 la Pallavolo Sirio Perugia. L'ultimo atto della competizione vede contrapposte la squadra bergamasca contro il club di Novara, le quali hanno la meglio in una partita terminata sul 3-2.
Il quinto posto in regular season e l'eliminazione di quarti di finale dei play-off scudetto nella stagione 2002-03 permette al Volley Bergamo di partecipare alla Coppa CEV; nella fase a girone chiude il proprio raggruppamento al primo posto vincendo tutte e tre le partite disputate. Negli ottavi di finale incontra l'altra squadra italiana, il Volley Modena, che supera vincendo sia la gara di andata che quella di ritorno, così come nei quarti di finale ha la meglio sul Volley Club Kanti, qualificandosi per la Final Four, organizzata in casa: giunge alla finale dopo aver sconfitto in semifinale il Club Deportivo Ávila Vóley per 3-1 e nell'ultimo atto della competizione si impone per 3-2 sul Giannino Pieralisi Volley, aggiudicandosi il trofeo per la prima volta.

## Organigramma societario
Area direttiva
- Presidente: Luciano Bonetti

Area tecnica
- Allenatore: Giovanni Caprara
- Allenatore in seconda: Marco Breviglieri
- Scout man: Walter Rota

Area sanitaria
- Medico: Attilio Bernini, Fabrizio Caroli, Sergio Veneziani
- Preparatore atletico: Roberto Benis
- Fisioterapista: Giuseppe Ferrenti

## Rosa
| N° | Nome                | Ruolo | Data di nascita  | Nazionalità sportiva |
| -- | ------------------- | ----- | ---------------- | -------------------- |
| 1  | Giorgia Baldelli    | S     | 10 marzo 1985    | Italia               |
| 2  | Angelina Grün       | S/O   | 2 dicembre 1979  | Germania             |
| 3  | Tat'jana Voronina   | S     | 20 ottobre 1977  | Ucraina              |
| 4  | Katarzyna Gujska    | P     | 15 febbraio 1975 | Polonia              |
| 5  | Ljubov' Sokolova    | S     | 4 dicembre 1977  | Turchia              |
| 6  | Jenny Barazza       | C     | 24 luglio 1981   | Italia               |
| 7  | Iryna Žukova        | P     | 22 novembre 1974 | Ucraina              |
| 8  | Manuela Secolo      | S     | 22 febbraio 1977 | Italia               |
| 9  | Yan Li              | L     | 1º maggio 1976   | Cina                 |
| 10 | Paola Paggi         | C     | 6 dicembre 1976  | Italia               |
| 12 | Francesca Piccinini | S     | 10 gennaio 1979  | Italia               |
| 18 | Maja Poljak         | C     | 2 maggio 1983    | Croazia              |

## Mercato
| Acquisti | Acquisti          | Acquisti          | Acquisti   |
| R.       | Nome              | da                | Modalità   |
| -------- | ----------------- | ----------------- | ---------- |
| C        | Jenny Barazza     | Albacete          | definitivo |
| S/O      | Angelina Grün     | Modena            | definitivo |
| L        | Yan Li            | Arīs Salonicco    | definitivo |
| C        | Maja Poljak       | Vicenza           | definitivo |
| S        | Manuela Secolo    | Robursport Pesaro | definitivo |
| S        | Tat'jana Voronina | SKRA Varsavia     | definitivo |
| P        | Iryna Žukova      | Modena            | definitivo |

| Cessioni | Cessioni            | Cessioni | Cessioni   |
| R.       | Nome                | a        | Modalità   |
| -------- | ------------------- | -------- | ---------- |
| L        | Vania Beriola       | Sanda    | definitivo |
| C        | Heather Bown        | Modena   | definitivo |
| P        | Maurizia Cacciatori | Tenerife | definitivo |
| C        | Dragana Marinković  | Sassuolo | definitivo |
| S        | Jelena Nikolić      | Vicenza  | definitivo |
| S/O      | Carmen Țurlea       | Chieri   | definitivo |

## Risultati

### Serie A1

#### Girone di andata
| 1ª giornata - 5 ottobre 2003 PalaPaganelli, Sassuolo | San Giorgio Sassuolo | 0 - 3 | Bergamo           | 22-25, 21-25, 16-25               |
| 2ª giornata - 8 ottobre 2003 PalaNorda, Bergamo      | Bergamo              | 3 - 2 | Sirio Perugia     | 25-22, 25-17, 22-25, 22-25, 15-10 |
| 3ª giornata - 12 ottobre 2003 PalaNorda, Bergamo     | Bergamo              | 3 - 0 | Olimpia Ravenna   | 25-17, 25-18, 25-19               |
| 4ª giornata - 18 ottobre 2003 PalaGalassi, Forlì     | Forlì                | 0 - 3 | Bergamo           | 20-25, 21-25, 12-25               |
| 5ª giornata - 4 dicembre 2003 PalaMaddalene, Chieri  | Chieri               | 3 - 2 | Bergamo           | 23-25, 25-18, 33-31, 17-25, 15-10 |
| 6ª giornata - 26 novembre 2003 PalaNorda, Bergamo    | Bergamo              | 3 - 0 | Robursport Pesaro | 32-30, 25-19, 25-13               |
| 7ª giornata - 30 novembre 2003 PalaPanini, Modena    | Modena               | 0 - 3 | Bergamo           | 18-25, 19-25, 12-25               |
| 8ª giornata - 7 dicembre 2003 PalaNorda, Bergamo     | Bergamo              | 3 - 2 | Vicenza           | 31-29, 17-25, 25-17, 23-25, 15-10 |
| 9ª giornata - 13 dicembre 2003 PalaDalLago, Novara   | Asystel              | 1 - 3 | Bergamo           | 25-18, 17-25, 15-25, 17-25        |
| 10ª giornata - 21 dicembre 2003 PalaNorda, Bergamo   | Bergamo              | 3 - 0 | Reggio Emilia     | 25-21, 25-19, 25-12               |
| 11ª giornata - 18 gennaio 2004 PalaTriccoli, Jesi    | Giannino Pieralisi   | 0 - 3 | Bergamo           | 23-25, 18-25, 19-25               |

#### Girone di ritorno
| 12ª giornata - 25 gennaio 2004 PalaNorda, Bergamo                   | Bergamo           | 3 - 0 | San Giorgio Sassuolo | 25-20, 25-16, 25-10               |
| 13ª giornata - 1º febbraio 2004 PalaEvangelisti, Perugia            | Sirio Perugia     | 0 - 3 | Bergamo              | 18-25, 24-26, 26-28               |
| 14ª giornata - 8 febbraio 2004 PalaDeAndrè, Ravenna                 | Olimpia Ravenna   | 0 - 3 | Bergamo              | 10-25, 19-25, 21-25               |
| 15ª giornata - 11 febbraio 2004 PalaNorda, Bergamo                  | Bergamo           | 3 - 0 | Forlì                | 25-18, 28-26, 29-27               |
| 16ª giornata - 15 febbraio 2004 PalaNorda, Bergamo                  | Bergamo           | 3 - 0 | Chieri               | 25-20, 25-18, 25-16               |
| 17ª giornata - 28 febbraio 2004 PalaDionigi, Sant'Angelo in Lizzola | Robursport Pesaro | 1 - 3 | Bergamo              | 18-25, 27-25, 12-25, 17-25        |
| 18ª giornata - 2 marzo 2004 PalaNorda, Bergamo                      | Bergamo           | 3 - 0 | Modena               | 25-18, 25-20, 25-20               |
| 19ª giornata - 10 marzo 2004 Palasport Città di Vicenza, Vicenza    | Vicenza           | 0 - 3 | Bergamo              | 21-25, 18-25, 18-25               |
| 20ª giornata - 13 marzo 2004 PalaNorda, Bergamo                     | Bergamo           | 3 - 1 | Asystel              | 25-21, 24-26, 25-20, 25-22        |
| 21ª giornata - 20 marzo 2004 PalaBigi, Reggio nell'Emilia           | Reggio Emilia     | 2 - 3 | Bergamo              | 25-21, 23-25, 26-24, 19-25, 20-22 |
| 22ª giornata - 23 marzo 2004 PalaNorda, Bergamo                     | Bergamo           | 3 - 0 | Giannino Pieralisi   | 25-17, 25-17, 25-19               |

#### Play-off scudetto
| Quarti di finale (gara 1) - 27 marzo 2004 PalaGalassi, Forlì | Forlì              | 2 - 3 | Bergamo            | 27-25, 14-25, 25-17, 20-25, 10-15 |
| Quarti di finale (gara 2) - 30 marzo 2004 PalaNorda, Bergamo | Bergamo            | 3 - 0 | Forlì              | 25-21, 25-23, 25-16               |
| Semifinali (gara 1) - 2 aprile 2004 PalaTriccoli, Jesi       | Giannino Pieralisi | 2 - 3 | Bergamo            | 25-17, 17-25, 25-23, 20-25, 12-15 |
| Semifinali (gara 2) - 4 aprile 2004 PalaNorda, Bergamo       | Bergamo            | 3 - 0 | Giannino Pieralisi | 25-23, 25-23, 25-23               |
| Semifinali (gara 3) - 6 aprile 2004 PalaNorda, Bergamo       | Bergamo            | 3 - 0 | Giannino Pieralisi | 25-23, 25-22, 25-19               |
| Finale (gara 1) - 10 aprile 2004 PalaDalLago, Novara         | Asystel            | 3 - 2 | Bergamo            | 25-17, 27-25, 20-25, 19-25, 15-12 |
| Finale (gara 2) - 13 aprile 2004 PalaNorda, Bergamo          | Bergamo            | 2 - 3 | Asystel            | 25-23, 26-24, 21-25, 22-25, 11-15 |
| Finale (gara 3) - 15 aprile 2004 PalaNorda, Bergamo          | Bergamo            | 3 - 2 | Asystel            | 25-20, 20-25, 20-25, 26-24, 15-9  |
| Finale (gara 4) - 17 aprile 2004 PalaDalLago, Novara         | Asystel            | 2 - 3 | Bergamo            | 20-25, 22-25, 25-15, 25-22, 15-17 |
| Finale (gara 5) - 19 aprile 2004 PalaNorda, Bergamo          | Bergamo            | 3 - 0 | Asystel            | 25-11, 25-22, 25-23               |

### Coppa Italia

#### Fase a eliminazione diretta
| Ottavi di finale (andata) - 2 novembre 2003 PalaDionigi, Sant'Angelo in Lizzola | Robursport Pesaro | 0 - 3 | Bergamo           | 23-25, 20-25, 14-25              |
| Ottavi di finale (ritorno) - 16 novembre 2003 PalaNorda, Bergamo                | Bergamo           | 3 - 0 | Robursport Pesaro | 25-20, 25-22, 25-21              |
| Quarti di finale - 19 febbraio 2004 PalaNorda, Bergamo                          | Bergamo           | 3 - 0 | Reggio Emilia     | 25-13, 25-17, 25-17              |
| Semifinali - 21 febbraio 2004 PalaNorda, Bergamo                                | Bergamo           | 3 - 0 | Sirio Perugia     | 25-13, 25-14, 25-19              |
| Finale - 22 febbraio 2004 PalaNorda, Bergamo                                    | Bergamo           | 2 - 3 | Asystel           | 25-19, 22-25, 25-19, 25-27, 9-15 |

### Coppa CEV

#### Fase a gironi
| 1ª giornata - 21 novembre 2003 Pavilhão Municipal, Vila Nova de Famalicão | Dženestra      | 0 - 3 | Bergamo     | 14-25, 20-25, 19-25        |
| 2ª giornata - 22 novembre 2003 Pavilhão Municipal, Vila Nova de Famalicão | Bergamo        | 3 - 0 | Famalicense | 25-18, 25-13, 25-14        |
| 3ª giornata - 23 novembre 2003 Pavilhão Municipal, Vila Nova de Famalicão | ASPTT Mulhouse | 1 - 3 | Bergamo     | 25-23, 11-25, 14-25, 16-25 |

#### Fase a eliminazione diretta
| Ottavi di finale (andata) - 10 dicembre 2003 PalaPanini, Modena             | Modena             | 0 - 3 | Bergamo | 19-25, 19-25, 14-25               |
| Ottavi di finale (ritorno) - 18 dicembre 2003 PalaNorda, Bergamo            | Bergamo            | 3 - 2 | Modena  | 25-27, 25-17, 22-25, 25-20, 16-14 |
| Quarti di finale (andata) - 21 gennaio 2004 PalaNorda, Bergamo              | Bergamo            | 3 - 0 | Kanti   | 25-15, 25-12, 25-12               |
| Quarti di finale (ritorno) - 28 gennaio 2004 Schweizersbildhalle, Sciaffusa | Kanti              | 2 - 3 | Bergamo | 25-22, 23-25, 25-20, 15-25, 11-15 |
| Semifinali - 6 marzo 2004 PalaFacchetti, Treviglio                          | Bergamo            | 3 - 1 | Ávila   | 25-21, 21-25, 25-14, 25-16        |
| Finale - 7 marzo 2004 PalaFacchetti, Treviglio                              | Giannino Pieralisi | 2 - 3 | Bergamo | 25-23, 18-25, 20-25, 25-21, 11-15 |

## Statistiche

### Statistiche di squadra
| Competizione | Punti | In casa | In casa | In casa | In trasferta | In trasferta | In trasferta | Totale | Totale | Totale |
| Competizione | Punti | G       | V       | P       | G            | V            | P            | G      | V      | P      |
| ------------ | ----- | ------- | ------- | ------- | ------------ | ------------ | ------------ | ------ | ------ | ------ |
| Serie A1     | 61    | 17      | 16      | 1       | 15           | 13           | 2            | 32     | 29     | 3      |
| Coppa Italia | -     | 1       | 1       | 0       | 1            | 1            | 0            | 5      | 4      | 1      |
| Coppa CEV    | 6     | 2       | 2       | 0       | 2            | 2            | 0            | 9      | 9      | 0      |
| Totale       | -     | 20      | 19      | 1       | 18           | 15           | 3            | 46     | 41     | 5      |

G = partite giocate; V = partite vinte; P = partite perse

### Statistiche dei giocatori
| G. Baldelli  | 1  | 0   | 0   | 0  | 0  | 1 | 2  | 1  | 1 | 0 | Statistiche assenti | Statistiche assenti |
| J. Barazza   | 26 | 165 | 119 | 38 | 8  | 9 | 12 | 7  | 5 | 0 | Statistiche assenti | Statistiche assenti |
| A. Grün      | 32 | 450 | 354 | 60 | 36 | 5 | 44 | 33 | 7 | 4 | Statistiche assenti | Statistiche assenti |
| K. Gujska    | 8  | 3   | 0   | 3  | 0  | 2 | 2  | 2  | 0 | 0 | Statistiche assenti | Statistiche assenti |
| Y. Li        | 30 | 1   | 1   | -  | -  | 5 | -  | -  | - | - | Statistiche assenti | Statistiche assenti |
| P. Paggi     | 24 | 191 | 136 | 50 | 7  | 3 | 27 | 19 | 7 | 1 | Statistiche assenti | Statistiche assenti |
| F. Piccinini | 29 | 269 | 220 | 26 | 23 | 3 | 41 | 35 | 3 | 3 | Statistiche assenti | Statistiche assenti |
| M. Poljak    | 29 | 225 | 137 | 67 | 21 | 4 | 24 | 18 | 4 | 2 | Statistiche assenti | Statistiche assenti |
| M. Secolo    | 21 | 133 | 111 | 17 | 5  | 2 | 26 | 21 | 3 | 2 | Statistiche assenti | Statistiche assenti |
| L. Sokolova  | 31 | 549 | 474 | 40 | 35 | 5 | 93 | 78 | 7 | 8 | Statistiche assenti | Statistiche assenti |
| T. Voronina  | 26 | 49  | 31  | 4  | 14 | 4 | 21 | 15 | 3 | 3 | Statistiche assenti | Statistiche assenti |
| I. Žukova    | 32 | 99  | 63  | 26 | 10 | 5 | 17 | 10 | 3 | 4 | Statistiche assenti | Statistiche assenti |

P = presenze; PT = punti totali; AV = attacchi vincenti; MV = muri vincenti; BV = battute vincenti